# Pekuliargeschwindigkeit
Als Pekuliargeschwindigkeit (lateinisch peculiaris ‚eigentümlich‘) wird in der Astronomie die Geschwindigkeit der Bewegung eines Sterns relativ zu einer Gruppe gleichartiger Objekte oder zu einem bestimmten Bezugssystem bezeichnet. Als Referenzbewegung dient dabei beispielsweise die kosmische Hintergrundstrahlung, die mittlere Bewegung aller Sterne eines Sternhaufens oder die mittlere Rotation um das galaktische Zentrum.
Im Deutschen wird seltener für die Eigenbewegung auch der Begriff Pekuliarbewegung verwendet. Diese beschreibt zunächst nur die scheinbare Bewegung eines Objekts an der Himmelskugel, also ein grundlegend anderes Phänomen.

## Geschwindigkeiten innerhalb der Milchstraße
Betrachtet man Bewegungen von Objekten innerhalb oder in der Nähe der Milchstraße, kann es sinnvoll sein, diese im zylinderförmigen galaktischen Koordinatensystem zu betrachten, dessen Ursprung sich im galaktischen Zentrum befindet. Da astronomische Messungen aber dennoch lokal getätigt werden, ist es zweckmäßig, zunächst ein ruhendes Bezugssystem zu definieren. Dieses Lokale Ruhesystem (auch Local Standard of Rest, LSR) ist an der heutigen Position der Sonne fixiert und folgt einer Rotation um das galaktische Zentrum in einem perfekt kreisförmigen Orbit. Eine Geschwindigkeit relativ zum LSR wird dann Pekuliargeschwindigkeit genannt. Nicht-axialsymmetrische Effekte innerhalb des galaktischen Potentials werden dabei herausgemittelt.
Üblicherweise werden Geschwindigkeiten in Bezug auf die Sonne (d. h. heliozentrisch) gemessen: Dies ist etwa der Fall, wenn aus Eigenbewegung und heliozentrischer Radialgeschwindigkeit eine auf die Sonne bezogene Raumgeschwindigkeit (im Folgenden als {\displaystyle {\vec {v}}_{hel}} bezeichnet) berechnet wird. Um die Pekuliargeschwindigkeit des Objekts {\displaystyle {\vec {v}}_{pec}} (in Bezug auf den LSR) zu berechnen, muss noch ein Zusatzterm addiert werden, der die Pekuliargeschwindigkeit der Sonne {\displaystyle {\vec {v}}_{\odot }} berücksichtigt:
{\displaystyle {\vec {v}}_{pec}={\vec {v}}_{\odot }+{\vec {v}}_{hel}}
Für die Pekuliargeschwindigkeit wird nach neueren Berechnungen, die den Metallizitätsgradienten innerhalb der galaktischen Scheibe berücksichtigen,  {\displaystyle {\vec {v}}_{\odot }=\left(U,V,W\right)_{\odot }=\left(11{,}1,12{,}2,7{,}3\right)\,{\text{km/s}}} angenommen.
Betrachtet man weiterhin die Dispersion von Pekuliargeschwindigkeiten eines Stern-Samples, d. h. deren mittlere quadratische Abweichung von der Bewegung des LSR, so zeigen sich geringe Werte für junge, massereiche Sterne (frühen Spektraltyps) und höhere Werte für ältere, metallarme Sterne (späten Spektraltyps). Da die Metallizität mit dem Alter zusammenhängt, lässt sich zusammenfassend sagen, dass die Pekuliargeschwindigkeit eines Sterns umso höher ist, je älter er ist. Dies lässt sich damit erklären, dass Sterne auf ihrem Weg durch die Milchstraße gravitativen Einflüssen durch andere Sterne oder Molekülwolken unterworfen sind und dadurch von ihrer Bahn um das galaktische Zentrum abgelenkt werden. Je länger dieser Einfluss andauern kann, desto größer  ist demnach die Geschwindigkeitsdispersion einer Sternpopulation. Auch Unterzwerge sind metallarm, alt, und zeigen damit hohe Pekuliargeschwindigkeiten.
Prinzipiell sind neben dem LSR auch andere Bezugssysteme für Pekuliargeschwindigkeiten denkbar. Für zirkumgalaktische Objekte kann noch die Rotationsgeschwindigkeit der Milchstraße herauskorrigiert werden, das entsprechende Ruhesystem wird dann  Galactic standard-of-rest (GSR) frame genannt. Für Strukturen innerhalb der Lokalen Gruppe kann außerdem ein Local Group standard-of-rest (LGSR) frame eingeführt werden, für den noch die Geschwindigkeit der Milchstraße in Bezug auf den Schwerpunkt der Lokalen Gruppe berücksichtigt wird.

## Kosmologie
Der Begriff der Pekuliargeschwindigkeit findet aber auch im Kontext der Kosmologie Anwendung: Zu jeder Galaxie kann eine Rotverschiebung gemessen werden. Diese lässt sich innerhalb eines kosmologischen Modells in eine Fluchtgeschwindigkeit umrechnen. Im Idealfall ist diese Geschwindigkeit nur durch das Hubble-Lemaître-Gesetz bestimmt und wird dann Rezessionsgeschwindigkeit genannt; die homogene Expansion des Raumes wird auch als Hubble-Fluss bezeichnet. In der Realität besitzt die beobachtete Rotverschiebung (bzw. Geschwindigkeit) allerdings einen weiteren Anteil: Galaxien bewegen sich relativ zum Hubble-Fluss mit Pekuliargeschwindigkeiten, die durch die  gravitative Wechselwirkung mit der Umgebung, etwa benachbarten Galaxien innerhalb eines Galaxienhaufens oder gar mit Superhaufen, verursacht werden. Ein Beispiel in der Umgebung der Milchstraße ist der Große Attraktor.
Berechnet werden können solche Pekuliargeschwindigkeiten durch den Vergleich mit der direkten Umgebung der betrachteten Galaxien. Misst man die Rotverschiebung eines Objekts {\displaystyle z_{obj}} und die Rotverschiebung eines Referenzpunktes in der Nähe {\displaystyle z_{ref}}, so kann eine Pekuliargeschwindigkeit, unter der Voraussetzung kleiner Unterschiede {\displaystyle |z_{obj}-z_{ref}|\ll 1} wie folgt definiert werden:
{\displaystyle v_{pec}={\frac {z_{obj}-z_{ref}}{1+z_{ref}}}\cdot c\,\,{\text{, wobei}}\,\,v_{pec}\ll c}
Ist die Galaxie Teil eines Galaxienhaufens, kann auch der Mittelwert der Rotverschiebungen der einzelnen benachbarten Haufengalaxien in
{\displaystyle z_{ref}} eingesetzt werden. Typische Größenordnungen für Pekuliargeschwindigkeiten von Galaxien sind 300–600 km/s.
Da die Rotverschiebung aufgrund des Hubble-Effektes ein Maß für die Entfernung einer Galaxie ist, stellt die zusätzliche Verschiebung aufgrund der Pekuliargeschwindigkeit des Objektes eine Fehlerquelle in der Entfernungsmessung dar. Diese Kontamination nimmt mit zunehmender Entfernung ab, da die Pekuliargeschwindigkeit dann gegenüber der Hubble-Geschwindigkeit vernachlässigbar wird. Um die Beobachtungsdaten von diesem Effekt zu bereinigen, müssen nähere Informationen über das lokale Geschwindigkeitsfeld in der Umgebung der betrachteten Galaxie bekannt sein.
Diese Problematik ist zudem von Relevanz, wenn nach dem Hubble-Lemaître-Gesetz die Hubble-Konstante bestimmt werden soll: Galaxien in der Umgebung der Milchstraße, für die Entfernungen noch direkt gemessen werden können, zeigen Rotverschiebungen, die stark durch Pekuliargeschwindigkeiten kontaminiert sind. Weiter entfernte Galaxien wären wieder vom Hubble-Fluss dominiert, für diese ist eine direkte Entfernungsmessung aber nur noch sehr schwer möglich.